# Convento de Santa Elena (Nájera)
El convento o monasterio de Santa Elena es un convento de las madres clarisas situado en la localidad riojana de Nájera (España). Fue fundado por Aldonza Manrique de Lara, hija de los duques de Nájera, a mediados del siglo XVI y se encuentra en el mismo recorrido del Camino de Santiago francés. El complejo original del siglo XVI, localizado extramuros de la ciudad y contiguo a la Capilla de Madre de Dios, fue construido como hospital de peregrinos y ya no se conserva. El convento actual, ya del siglo XVII, de sillería, mampostería y ladrillo, cuenta con una iglesia, el claustro y las dependencias del monasterio.

## Iglesia
La iglesia, de una sola nave con planta de cruz latina, y que fue obra de Pedro Ezquerra de Rozas y José de la Puente Liermo. La nave, de cuatro tramos, cuenta con diez columnas toscanas adosadas, con arcos de medio punto y bóveda de cañón, y termina en el crucero y en un ábside rectangular. En el crucero, sobre cuatro arcos torales se eleva una cúpula, apoyada sobre pechinas con pinturas del siglo XVII.
El altar cuenta con un retablo mayor de estilo barroco dedicado a Santa Elena, su titular, de un solo cuerpo y con tres calles articuladas por columnas salomónicas. El retablo es obra del maestro Mateo de Rubalcaba. Además de la imagen de la titular, en las calles se muestran a San Antonio, la Anunciación, el Bautismo de Jesús y la Asunción. En el ático, redondeo, hay un Calvario. Además del este retablo mayor hay dos retablos de estilo rococó de la segunda mitad del siglo XVIII. El situado a la izquierda cuenta con una imagen de la Inmaculada Concepción del siglo XVII y el de la derecha con una imagen de Santa Clara. También hay un retablo clasicista, de la primera mitad del siglo XVII, con imágenes de San Felipe y de Santa Elena en la sacristía.
Cuenta con un coro de sillería corrida, con retablos barrocos y un relicario con templete de mitad del siglo XVII de estilo clasicista.
La fachada es adintelada y almohadillada y tiene una hornacina.

## Convento de clausura
La parte de clausura del convento se separa de la iglesia con una reja de hierro de 1660 situada a los pies del templo. En el convento hay un patio castellano del siglo XVII. Entre las obras de arte que alberga destacan un armario-relicario de 1751 procedente de América con motivos indígenas, otro con una imagen de Santa Clara de estilo flamenco del siglo XV, tablas del siglo XVII, obras de orfebrería, esculturas y pergaminos.